# Evarcha bakorensis
Evarcha bakorensis is een spinnensoort in de taxonomische indeling van de springspinnen (Salticidae).
Het dier behoort tot het geslacht Evarcha. De wetenschappelijke naam van de soort werd voor het eerst geldig gepubliceerd in 2002 door Rollard & Wanda Wesołowska.